# Четара
Четара је насеље у Италији у округу Салерно, региону Кампанија.
Према процени из 2011. у насељу је живело 2034 становника. Насеље се налази на надморској висини од 21 м.

## Становништво
Према резултатима пописа становништва 2011. у општини је живело 2.302 становника.
| 1951. | 1961. | 1971. | 1981. | 1991. | 2001. | 2011. |
| ----- | ----- | ----- | ----- | ----- | ----- | ----- |
| 2.510 | 2.504 | 2.365 | 2.348 | 2.509 | 2.357 | 2.302 |

## Партнерски градови
- Сет